# جوشقون دینی‌اف
جوشقون دینی‌اف (انگلیسی: Coşqun Diniyev؛ زادهٔ ۱۳ سپتامبر ۱۹۹۵) بازیکن فوتبال اهل جمهوری آذربایجان است.
از باشگاه‌هایی که در آن بازی کرده‌است می‌توان به باشگاه فوتبال قره‌باغ و باشگاه فوتبال شماخی اشاره کرد.
وی همچنین در تیم‌های ملی فوتبال زیر ۱۷ سال جمهوری آذربایجان، زیر ۱۹ سال جمهوری آذربایجان، زیر ۲۱ سال جمهوری آذربایجان، زیر ۲۳ سال جمهوری آذربایجان، و جمهوری آذربایجان بازی کرده‌است.